# Bordó (música)
El terme bordó s'aplica a un so greu referit a diferents aspectes de la música. Segons el Diccionari Català-Valencià-Balear, etimològicament prové del llatí burdone, ‘borinot’, degut al so greu de la corda més greu de la guitarra, comparable a la remor que fa el borinot quan vola.

## Organologia

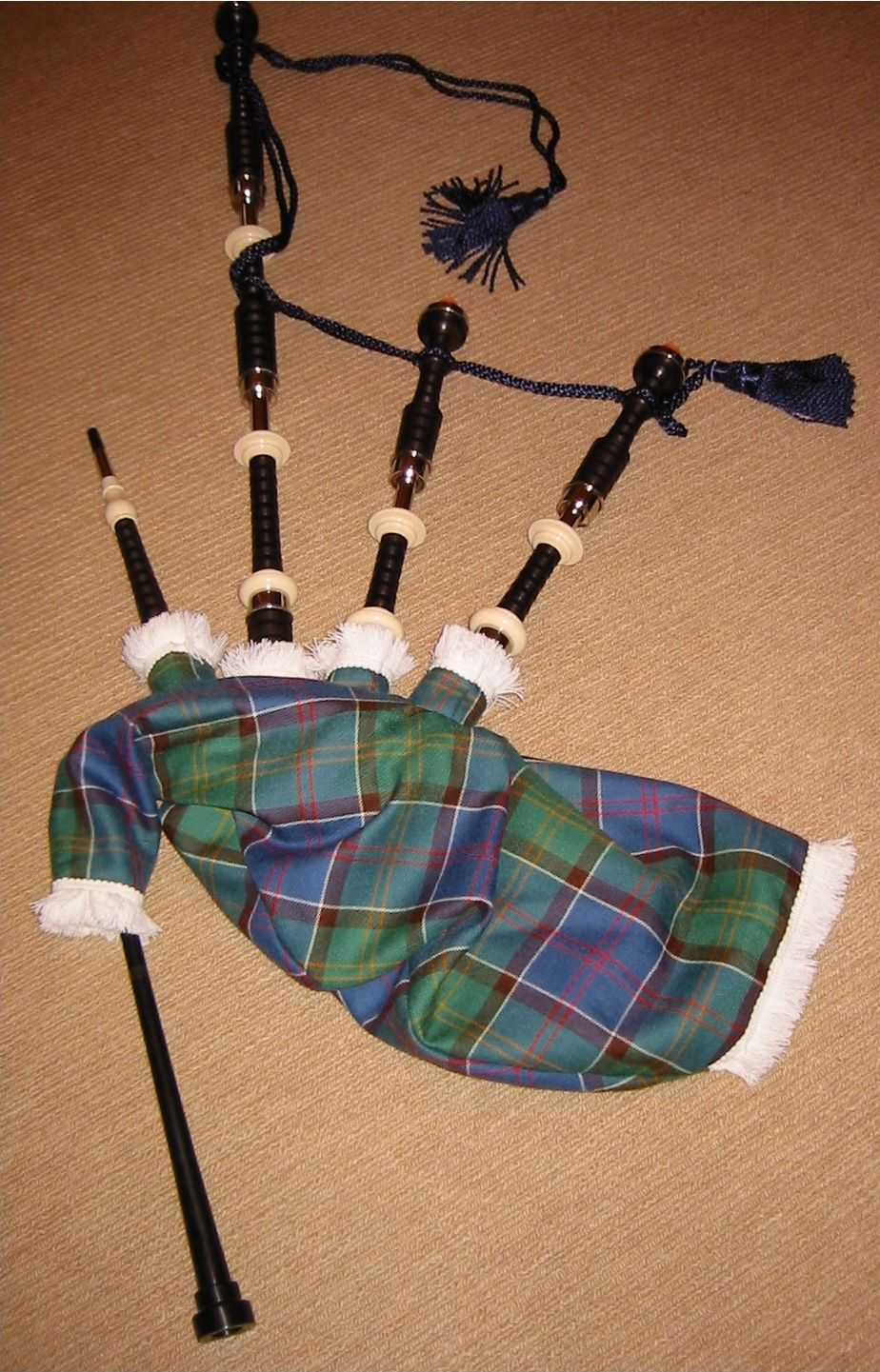
Cornamusa de les Terres Altes d'Escòcia. A la part superior es poden apreciar els tres bordons, a més del bufador

En organologia el terme bordó es refereix als sons més greus d'un instrument i per extensió, l'agent sonor que el produeix, com per exemple la corda més greu de la guitarra o de qualsevol altre instrument. En alguns instruments de corda polsada, com la tiorba i l'arxillaüt, els bordons a l'aire són les cordes greus suplementàries lligades a un segon claviller. En el piano els bordons són les cordes entorxades, que produeixen els sons més greus d'aquest instrument; en molts tipus de cornamuses i altres instruments de vent són tubs independents, cada un dels quals només fa sonar una nota mantinguda i greu.
En la caixa o tambor militar, els bordons són les diverses cordes metàl·liques acoblades a la membrana inferior de la caixa que produeixen el redoble característic d'aquest instrument.
En el conjunt dels registres de l'orgue s'anomena bordó, tapat o tapadet a un registre de sonoritat fosca i profunda, assignat habitualment al pedaler. Acostumen a ser tubs de fusta tapats.

## Composició musical
Per analogia amb el concepte de bordó aplicat a les cornamuses, en una composició musical, un bordó és un efecte harmònic o monofònic d'acompanyament musical en el qual una nota o acord es manté sonant de manera continuada durant bona part d'una peça o fragment musical, establint molt sovint la tonalitat de la composició. L'ús sistemàtic (no ocasional) de bordons s'originà en la música antiga del sud-est asiàtic; posteriorment es va estendre cap a l'est de l'Índia fins a arribar a Europa.
Aquesta tècnica ha estat utilitzada per alguns compositors clàssics per a evocar una música rústica o arcaïtzant. Podem veure'n algun exemples a:
- Telemann, Concert en mi menor per a flauta travessera, flauta de bec, cordes i baix continu, 4t moviment.
- Haydn, Simfonia número 104 "London": a l'inici del finale, acompanyant una melodia popular.
- Baguer, Simfonia pastoral; allegro.
- Beethoven, Simfonia número 6, "Pastoral": a l'inici i a la secció de trio de l'Scherzo
- Berlioz, Harold en Italie, acompanyant als oboès mentre imiten els pifferi del camperols.
- Bartók, en les seves adaptacions per a piano de la música hongaresa i altres músiques folklòriques.

El bordó difereix del pedal en la seva durada, ja que mentre que el pedal té una durada limitada, el bordó pot arribar a mantenir-se en tota la durada de la peça.